# Іноземцев Георгій Борисович
Георгій Борисович Іноземцев (27 травня 1936, Київ — 22 грудня 2017, там же) — український вчений, фахівець з електротехнічних комплексів, доктор технічних наук, професор, академік Лісівничої академії наук України.

## Життєпис
Іноземцев Георгій Борисович народився 27 травня 1936 року в місті Києві. У 1958 р. закінчив Українську сільськогосподарську академію (тепер — Національний університет біоресурсів і природокористування України, м. Київ) за спеціальністю «Електрифікація і автоматизація сільського господарства» та отримав кваліфікацію інженера-електрика.
Доктор технічних наук з 1991 р. за спеціальностями 05.21.05 — технологія і обладнання деревообробних підприємств, деревинознавство та 05.09.03 — електротехнічні комплекси та системи. Дисертаційна робота захищена в 1990 р. у Ленінградській лісотехнічній академії. Вчене звання професор присвоєно в 1992 році.
Професор Іноземцев Г. Б. розпочинав свою трудову діяльність в Українському науково-дослідному інституті механічної обробки деревини в 1958 р., де працював до 1999 р. на посадах молодшого і старшого наукового співробітника, завідувача лабораторії, завідувача відділом, головного наукового співробітника.
В Національному аграрному університеті (тепер — Національний університет біоресурсів і природокористування України, м. Київ) працював з 1992 р. до 2017 р.

## Наукова та педагогічна діяльність
Здійснював підготовку фахівців за напрямами «Енергетика та електротехнічні системи в агропромисловому комплексі», «Деревообробна технологія», «Технологія деревообробки». Викладає такі навчальні дисципліни — «Теоретичні основи деревообробки», «Математичне моделювання та оптимізація систем електрообладнання», «Технологія наукових досліджень», «Проектування систем електрифікації в сільському господарстві» та ін.
Науковий доробок професора Іноземцева Г. Б. різнобічний. Він є засновником наукового напряму застосування сильних електричних полів при виробництві покриттів на виробах складної конфігурації різного призначення, в тому числі на деревині та її похідних; застосування нових форм дії електромагнітних та акустичних полів на різні матеріали; створення та впровадження принципово нових технологічних рішень та устаткування для виробництва покриттів у різних галузях промисловості — деревообробній, будівельній, машино- та суднобудуванні, сільському господарстві та ін. В останні роки займається питаннями впливу електромагнітної енергії на активацію та стимуляцію росту сільськогосподарських культур.
За роки своєї наукової та педагогічної діяльності професор Іноземцев Г. Б. підготував та опублікував багато наукових, науково-технічних та навчально-методичних праць. Найвідоміші  серед них:
- Іноземцев Г. Б., Яковлев В. Ф., Козирський В. В. Акубичні технології в аграрному виробництві. — К.: ЦТУ «Енергетика та електрифікація», 2006. — 175 с.
- Іноземцев Г. Б., Червінський Л. С., Берека О. М. Електрофізичні та технологічні властивості с.-г. матеріалів. — К.: НАУ, 2006. — 128 с.
- Іноземцев Г. Б., Козирський В. В. Математичне моделювання та оптимізація систем y сільському господарстві електроспоживання. — К.: «Аграр Медіа груп», 2007. — 76 с.
- Іноземцев Г. Б., Козирський В. В. Основи наукових досліджень електрифікованих технологій в аграрному виробництві. — К.: ЦТІ «Енергетика та електрифікація», 2010. — 180 с.

Загалом науковий спадок професора Іноземцева Г. Б. складає — більше 200 наукових статей, 46 винаходів, понад 20 — науково-методичних видань. Він автор 2 монографій та 9 навчальних посібників.
Вчений здійснював керівництво аспірантурою з 1975 р. та докторантурою — з 2001 р. Під його керівництвом здійснено захист 6 кандидатських та 1 докторська дисертація з технологій виробництва волокнистих покриттів, оздоблення деревини в електричному полі, просочення та захисту деревини, застосування електричних полів у сільськогосподарському виробництві. Був  членом двох спеціалізованих вчених рад із захисту кандидатських і докторських дисертацій.

## Відзнаки та нагороди
Почесна грамота Мінпромполітики України (1996 р.), Заслужений діяч науки і техніки України (1997 р.), нагрудний знак «Відмінник енергетики України» (двічі — 2002 р. та 2007 р.), нагрудний знак «Винахідник СРСР» (1984 р.), 3-и медалі, в тому числі медаль «За трудову відзнаку» (1984 р.), Почесна грамота Мінагрополітики України (2006 р.), відзнака «Знак Пошани» (2006 р.), Грамота Верховної ради України (2011 р.)
Про професора Іноземцева Г. Б. опубліковано низку статей у вітчизняних виданнях.